# Poecilocampa
Poecilocampa é um gênero de mariposa pertencente à família Anthelidae.
- Poecilocampa populi
- Poecilocampa alpina

## Distribuição
São originárias da Austrália e da Nova Guiné.